# Tiếng Mơ Piu
Tiếng Mơ Piu là một ngôn ngữ H'mông chưa được phân loại được nói ở làng Nậm Tu Thượng, xã Nậm Xé, mạn tây huyện Văn Bàn, tỉnh Lào Cai. Nó được ghi nhận lần đầu tiên vào năm 2009 bởi một nhóm các nhà ngôn ngữ học Pháp như là một phần của Dự án "Âu Cơ" của Viện MICA.
Geneviève Caelen-Haumont đã ghi nhận 237 người nói vào năm 2011. Bà lưu ý rằng tiếng Mơ Piu rất khác biệt so với các ngôn ngữ H'Mông lân cận ở Việt Nam.
Ly Van Tu & Vittrant (2014) phân loại tạm thời tiếng Mơ Piu là một phương ngữ Miêu Quý Giang.